# Vitalij Kuprij
Vitalij Kuprij (Віталій Купрій) (Kijev, 1974. július 4. – 2024. február 20.) ukrán-amerikai zongoraművész, zeneszerző, zenetanár. Az Artension és a Ring of Fire zenekarok révén lett ismert, emellett számos szólólemez és zenei díj is fűződik a nevéhez.

## Zenei pályafutása
Zongoratanulmányait a kijevi Mykola Lysenko Zeneművészeti Főiskolán kezdte, ahol Nina Najditsch volt a professzora. A diploma megszerzése után a Svájcban fekvő Bázelbe költözött és Rudolf Buchbinder műveit kezdte tanulmányozni. Ekkortájt egy Chopin verseny alkalmával All-Union díjat nyert, mely az oroszországi Kazányban került megrendezésre.
16 évesen elköltözött Ukrajnából és 1993-ban az Egyesült Államokban telepedett le. Sir James Galway ajánlására a Philadelphiában lévő Curtis Institute of Music elnök-igazgatójától Gary Graffmantől vett zongoraleckéket. Ezáltal újabb végzettséget és diplomát szerzett 2000-ben.
A Nemzetközi Fuvola Szeminárium tagjaként James Galway kísérője lett, mellyel nemzetközi turnékat és svájci mesterkurzusokat bonyolított le. Kuprij szerepelt Galway egyik zongorára és fuvolára írt kompozíciójában, melynek világpreimerje az Egyesült Államokbeli National Public Radio (NPR) rádióadóban volt. Röviddel ezután egy órán át szerepelt a WRTI Crossover with Jill Pasternak című műsorában.
Időközben belépett az Artension együttesbe, mely 1993-ban alakult meg az USA-ban. Az együttes a Mike Varney által alapított, és az 1980-as évekbeli virtuóz gitárosokat felkaroló Shrapnel Records kiadóval kötött lemezszerződést. Az Artension első albuma az Into the Eye of the Storm 1996-ban jelent meg, és eddigi pályafutásuk során még hat nagylemezt jelentettek meg. A neoklasszikus elemekkel átszőtt progresszív metalt játszó zenekarban olyan ismert zenészek fordultak meg Kuprij mellett, mint Roger Staffelbach gitáros, John West énekes (Royal Hunt, Badlands), Kevin Chown basszusgitáros, Mike Terrana dobos (Rage, Masterplan, Tarja Turunen) vagy Steve DiGiorgio basszusgitáros (Death, Testament, Sadus).
1997-től rendszeresen jelentette meg szólólemezeit is, az utolsó 12 Months of the Year címmel 2008-ban jelent meg. A 2001-ben megjelent Works of Liszt and Chopin című albumán kizárólag Chopin és Liszt műveit adta elő.
1999. március 7-én a New York Youth Symphony nagyzenekarral közösen adta elő Liszt Esz-dúr zongoraverseny című monumentális kompozícióját. Az előadásra a New York-i Carnegie Hallban került sor. A virtuóz darabot az Alice Tully Hall és az Avery Fisher Hall koncerttermekben (New York) is előadták. A Carnegie Hallban tartott debütálása után a The New York Times két oldalas kritikát írt róla, melyben Dan Wakin egyaránt nevezte művészinek és szórakoztatónak.
2000-ben beszállt egy újabb neoklasszikus/progresszív metal együttesbe a Ring of Firebe. A zenekart olyan legendás muzsikusok hozták létre, mint a Planet X dobos Virgil Donati, Yngwie Malmsteen egykori énekese Mark Boals és a gitárvirtuóz Tony MacAlpine.
2007 nyarán fellépett a Mexikóvárosban megrendezett "Mexico's "Music Fest" fesztiválon. Ezt követően a Kijevi Filharmonikusok zenekarral tárgyalt, miszerint tervei közt szerepel Rahmanyinov 2. zongoraversenyének a felvétele.
2009 és 2010 folyamán az egykori Savatage tagok által alapított Trans-Siberian Orchestra zenekarral indult turnéra Európa és Amerika szerte.
2024. február 20-án, 49 éves korában elhunyt. Halálát egyes információk szerint hirtelen szívmegállás okozta.

## Kompozíciók
Elmondása szerint ha van szabadideje akkor a saját zongoraversenyén szokott dolgozni. Tervei szerint a mű előadását az édesapja emlékére fogja szentelni aki harsonaprofesszor és zeneelmélet tanár volt Kijevben.

## Diszkográfia

### Szólóalbumai
- High Definition (full-length, 1997)
- Extreme Measures (full-length, 1998)
- VK3 (full-length, 1999)
- Works of Liszt and Chopin (full-length, 2001)
- Forward and Beyond (full-length, 2004)
- The Modern European Tradition (full-length, 2005)
- Revenge (full-length, 2005)
- Glacial Inferno (full-length, 2007)
- Glacial Inferno & Revenge (compilation, 2007)
- 12 Months of the Year (full-length, 2008)
- Journeys (2017)
- Bridges (avec Gary Ginsberg, 2019)
- Progression (2020)

### Artension
- Into the Eye of the Storm  (1996)
- Phoenix Rising  (1997)
- Forces of Nature  (1999)
- Machine  (2000)
- Sacred Pathways  (2001)
- New Discovery  (2002)
- Future World  (2004)

### EgyüttműködéseGreg Howe-val
- Ascend  (1999)

### Ring of Fire
- The Oracle (2001)
- Dreamtower (2002)
- Lapse of Reality (2004)
- Battle of Leningrad (2014)

### Ferrigno•Leal•Kuprij
- Promised Land  (2003)

### Trans-Siberian Orchestra
- Dreams of Fireflies (On a Christmas Night) (2012)
- Letters From the Labyrinth (2015)